# Pelican Bay (Floryda)
Pelican Bay – jednostka osadnicza w Stanach Zjednoczonych, w stanie Floryda, w hrabstwie Collier, nad Zatoką Meksykańską.